# Brown Eyed Girls
Brown Eyed Girls (kor. 브라운 아이드 걸스) – koreańska żeńska grupa muzyczna (girlsband) założona w 2006 roku.

## Skład
| Imię sceniczne | Imię sceniczne | Prawdziwe imię | Prawdziwe imię | Data urodzenia        | Pozycja                                     |
| Romanizacja    | Hangul         | Romanizacja    | Hangul         | Data urodzenia        | Pozycja                                     |
| -------------- | -------------- | -------------- | -------------- | --------------------- | ------------------------------------------- |
| JeA            | 제아           | Kim Hyo-jin    | 김효진         | 18 września 1981(dts) | liderka, główna wokalistka                  |
| Miryo          | 미료           | Jo Mi-hye      | 조미혜         | 2 listopada 1981(dts) | główna raperka                              |
| Narsha         | 나르샤         | Park Hyo-jin   | 박효진         | 28 grudnia 1981(dts)  | prowadząca wokalistka, prowadząca tancerka  |
| Gain           | 가인           | Son Ga-in      | 손가인         | 20 września 1987(dts) | wokalistka, główna tancerka, maknae, visual |

## Dyskografia

### Albumy studyjne
- 2006: Your Story (kor. 유어 스토리)
- 2007: Leave Ms. Kim (kor. 떠나라 미스김)
- 2009: Sound G
- 2011: Sixth Sense
- 2013: Black Box
- 2015: Basic
- 2019: RE_vive

### Minialbumy
- 2008: With L.O.V.E
- 2008: My Style

### Single
| 2006                                                                               | „Dagawaseo (다가와서)”                  | X   | —  |                   | Your Story              |
| 2006                                                                               | „Hold The Line” (feat. Cho PD)          | X   | —  |                   | Your Story              |
| 2007                                                                               | „Oasis (오아시스)” (feat. Lee Jae Hoon) | X   | —  |                   | –                       |
| 2007                                                                               | „Neoege sog-assda (너에게 속았다)”      | X   | —  |                   | 떠나라 미스김           |
| 2008                                                                               | „L.O.V.E”                               | X   | —  |                   | With L.O.V.E            |
| 2008                                                                               | „Eojjeoda (어쩌다)”                     | X   | —  |                   | My Style                |
| 2008                                                                               | „My Style (Hidden Track)”               | X   | —  |                   | My Style (Hidden Track) |
| 2009                                                                               | „Candy Man”                             | X   | —  |                   | Sound-G                 |
| 2009                                                                               | „Abracadabra”                           | X   | —  |                   | Sound-G                 |
| 2009                                                                               | „Sign”                                  | X   | —  |                   | Sound-G                 |
| 2010                                                                               | „Magic (FOI 2010 주제곡)”               | 12  | —  |                   | Festa On Ice 2010       |
| 2011                                                                               | „Hot Shot”                              | 2   | —  | - KOR: 1 662 032+ | Sixth Sense             |
| 2011                                                                               | „Sixth Sense”                           | 1   | —  | - KOR: 2 585 879+ | Sixth Sense             |
| 2011                                                                               | „Cleansing Cream (클렌징크림)”          | 4   | —  | - KOR: 1 643 177+ | Sixth Sense             |
| 2012                                                                               | „One Summer Night (한여름밤의 꿈)”      | 7   | —  | - KOR: 1 157 848+ | –                       |
| 2013                                                                               | „Recipe (레시피)”                       | 5   | —  | - KOR: 511 360+   | Black Box               |
| 2013                                                                               | „Kill Bill”                             | 2   | —  | - KOR: 625 798+   | Black Box               |
| 2013                                                                               | „Tonight (오늘밤)”                      | 19  | —  | - KOR: 147 511+   | –                       |
| 2015                                                                               | „Brave New World (신세계)”              | 10  | —  | - KOR: 247 778+   | Basic                   |
| 2019                                                                               | „Abandoned” (내가 날 버린 이유)         | 139 | —  | dane niedostępne  | RE_vive                 |
| 2019                                                                               | „Wonder Woman” (원더우먼)               | 69  | —  | dane niedostępne  | RE_vive                 |
| Japońskie                                                                          |                                         |     |    |                   |                         |
| 2011                                                                               | „Sign”                                  | —   | 24 |                   | —                       |
| „–” oznacza, że wydawnictwo nie było notowane. „X” oznacza, że lista nie istniała. |                                         |     |    |                   |                         |